# Międzynarodowa Federacja Korfballu
Międzynarodowa Federacja Korfballu (ang. International Korfball Federation, skrót IKF) – międzynarodowa organizacja pozarządowa, zrzeszająca 69 narodowych federacji korfballu.

## Historia
Federacja została założona 11 czerwca 1933 roku w Antwerpii.

## Członkostwo
- ARISF (od 1993)
- GAISF
- IWGA

## Mistrzostwa świata
- Mistrzostwa świata w korfballu (od 1978 roku).
- Mistrzostwa świata U-23 w korfballu